# Skansi Arena
El Inni í Vika, actualmente conocido como Skansi Arena por razones de patrocinio, es un estadio de fútbol de usos múltiples ubicado en la ciudad de Argir, Islas Feroe. Actualmente se utiliza principalmente para partidos de fútbol y es el campo del Argja Bóltfelag. El estadio tiene capacidad para 2.000 personas y es el más meridional de la isla de Streymoy. Desde agosto de 2013 hasta principios de marzo de 2015, el estadio también fue conocido como Blue Water Arena, después de un acuerdo de patrocinio con la compañía de transporte danesa Blue Water.

## Remodelado en 2010
El 29 de julio de 2010, el Día Nacional de las Islas Feroe, Inni í Vika fue reabierto después de ser remodelado. El estadio recibió un nuevo campo de fútbol y una nueva sala de estar con techo en el lado oeste del campo del Municipio de Tórshavn, del cual Argir es parte. 
Jógvan Arge, presidente de Asuntos Culturales del Municipio de Tórshavn, pronunció un discurso y el alcalde del Municipio de Tórshavn, Heðin Mortensen, hizo la primera patada de fútbol, pateando la pelota al presidente de AB Andrass Drangastein. El Sr. Drangastein también pronunció un discurso y después de recibir el balón del alcalde, lo colocó en el centro del nuevo campo de fútbol artificial, listo para el partido entre AB y EB/Streymur.